# Ганьшин, Сергей Евсеевич
Сергей Евсеевич Ганьшин  (1878—1953) — поэт.

## Биография
Из тульских крестьян. Отец ― ломовой извозчик, умерший в Москве, когда сыну было три года. Мать ходила по миру. «На седьмом году начал учиться грамоте… Но в силу дальнего расстояния того села, где было училище, во время зимы, за недостаточностью одежды, пришлось бросить азбуку, восьми лет был отдан в деревенские пастухи. Пас скотину до 14 лет». В пятнадцатилетнем возрасте пешком отправился в Москву, где устроился фабричным рабочим. Следующие годы скитался по городам России. Вёл жизнь рабочего-подёнщика. Освоил самостоятельно грамоту. Работая экспедитором в Ростове-на-Дону, в газете «Донская речь» познакомился с К. А. Тренёвым (1904). Тогда же начал писать стихи. Вернулся в Москву (1907), где устроился работать на ткацкую фабрику. Периодически подвергался обыскам и арестам за распространение прокламаций среди крестьян.
Литературный дебют Ганьшина (1908) состоялся в московском журнале «Ясный сокол» (под редакцией поэта-столяра П. А. Травина), состоявшего из произведений московских поэтов-самоучек. Первое стихотворение Ганьшина ― «Товарищу» (подпись ― Рабочий С. Ганьшин). С этого времени журналы, газеты, альманахи и сборники Москвы, Кишинёва, Вологды, Суздаля и других городов охотно печатали его стихи-агитки. Ганьшин ― член московского Суриковского литературно-музыкального кружка (с 1910). Несколько стихотворений Ганьшина были опубликованы в газете «Звезда» («Девятый вал» ― 1911; «Товарищам» ― 1912). Ганьшин редактировал некоторое время московский журнал «Живое слово» (1911). В 1911 году в издательстве Суриковского литературно-музыкального кружка вышла небольшая книга стихов Ганьшина «Искра». Сборники стихов Ганьшина «Предрассветные песни» (1913) и «Песни гражданина» (1916) были конфискованы. В 1912 году Ганьшин познакомился с М. Горьким, посвятил ему стихотворение «Изгнанники», вошедшее в сборник «Предрассветные песни».
После Октябрьской революции Ганьшин ― один из председателей московского отделения Суриковского литературно-музыкального кружка. Организатор 1-й Всесоюзной конференции крестьянских писателей. Печатался в первых советских изданиях («Чернозём», «Красная нива», «Красный хор»). Руководитель литературного объединения «Красный гусляр».